# Opel Insignia
Opel Insignia (ˈoːpəl ɪnˈsiːɡnɪa) — автомобиль среднего класса компании Opel, пришедший на смену Opel Vectra. Выпускается с ноября 2008 года. Название произошло от англ. insignia — эмблема. Для Великобритании оно было достаточно неудачным, так как вызывало ассоциации с продававшимся в 1980-х годах одноимённым дешёвым мужским гелем для душа. В 2017 году состоялась премьера второго поколения Opel Insignia.
Официально продавалась в России с февраля 2009 года по 2015 год. В Великобритании известен как Vauxhall Insignia, в Северной Америке и Китае — как Buick Regal. В Австралии изначально автомобиль продавался под брендом Opel, позднее — как Holden.

## Insignia A
Insignia является первым автомобилем, построенным на платформе Epsilon II, которая также использовалась на других автомобилях, таких как Saab 9-5 и Chevrolet Malibu. Новый Opel Insignia задумывался как флагманская модель легковой линейки, поскольку со снятием с производства Opel Omega немецкая компания Opel полностью покинула Е-класс.  
Первое поколение было показано 22 июля 2008 года на международном автосалоне в Лондоне, где модель была представлена под маркой Vauxhall. Уже в октябре того же года модель была представлена для европейского рынка в Женеве как Opel Insignia. 
Opel Insignia являлась глобальной моделью Opel, она продавалась в Европе и России как Opel Insignia, в Великобритании как Vauxhall Insignia, в США и Китае как Buick Regal, в Австралии как Holden Insignia, в некоторых странах Латинской Америки как Chevrolet Vectra. 
Универсал Opel Insignia Country Tourer был представлен на автосалоне во Франкфурте в сентябре 2013 года в качестве кросс-универсала. 

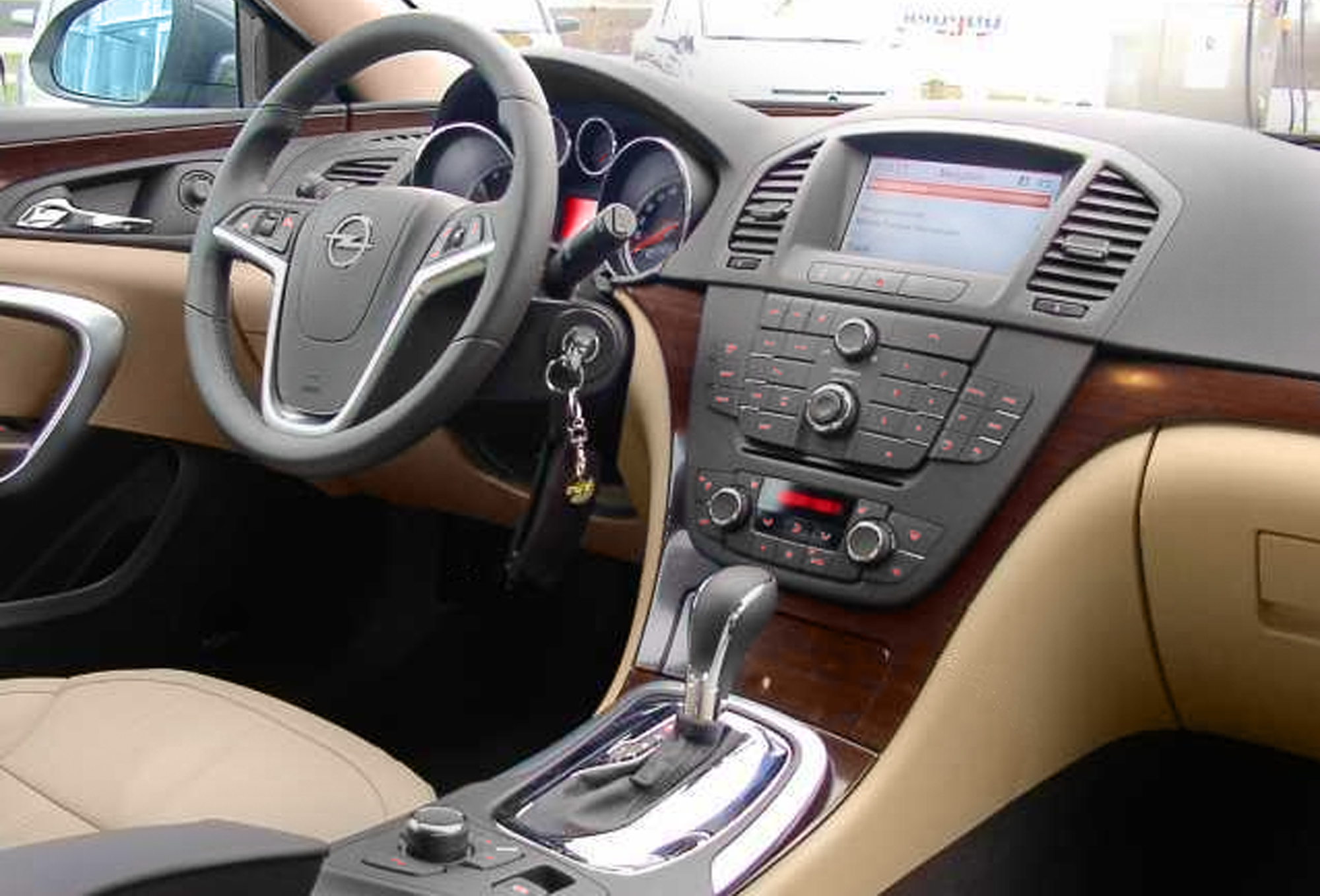
Салон

С 2008 по 2017 годы для европейского рынка Opel Insignia выпускался на заводе Opel в Германии, а для российского рынка была налажена местная сборка на калининградском «Автоторе». Но на нашем рынке встречаются и американские Buick Regal, которые производили в Канаде. 
Opel Insignia был победителем конкурса «Европейский автомобиль года — 2009». 

### Рестайлинг
В салоне стал устанавливаться новый руль, центральной консоли с изменёнными органами управления аудиосистемы и двухзонного климат-контроля, а также появилась мультимедийная система нового поколения с иным дисплеем. 
Активная безопасность в ходе рестайлинга была дополнена различными электронными системами: от адаптивного круиз-контроля до системы отслеживания трафика движения позади машины.

### Двигатели
На Insignia на выбор покупателя предлагалась широкая моторная гамма. Самыми простыми являются атмосферные моторы 1.6 (115 л.с.) и 1.8 (140 л.с.), с прошивкой Евро-5 и новым катализатором.
Также предлагался турбированный двигатель 1,4 л., который мог работать на бензине или на газобаллонном (LPG) оборудовании. 
До рестайлинга выпускались модели сдвигателем 1,6 л. (180 л.с.), который был конструктивно схож с 1,4-литровым вариантом, однако отличался ременным приводом ГРМ. В 2013 году в ходе рестайлинга он был заменён на 170-сильный двигатель 1,6 SIDI, который значительно отличался от своего предшественника. 
Встречались варианты с турбодизельным двигателем 2,0 л. (160 л.с.), также существовал аналогичный двигатель с двойным турбонаддувом и мощностью 195 л.с.  

### Инновации
На Opel Insignia A было внедрено множество новейших на тот момент опций, таких как:
- Система адаптивных шасси «FlexRide», которая изменяет настройки подвески под манеру езды конкретного водителя[8].
- Адаптивная система полного привода Adaptive 4x4 с межосевой муфтой «Haldex».
- Функция адаптивного света нового поколения AFL+ (англ. Adaptive Front Light) с возможностью изменения формы и яркости светового пучка фар.
- Система наблюдения Opel Eye с функциями оповещения о сходе с полосы движения и распознавания дорожных знаков.

### OPC
В 2009 году был показан Opel Insignia OPC, оснащённый 2,8 литровым двигателем V6. Этот двигатель был доработан инженерами из Opel Racing Performance и выдавал 325 л.с. Двигатель работал в паре с шестиступенчатой механической или автоматической коробкой передач и системой полного привода. Эта версия была доступна во всех типах кузова Opel Insignia (седан, хетчбэк и универсал). 
Передняя подвеска HiPer Strut имела следующую конструкцию: стойка амортизатора крепилась к рычагу не через шаровую опору (МакФерсон), а через сайлентблок, что освобождало от применения дополнительной тяги для её фиксации от поворота. Вместе с системой адаптации шасси «FlexRide» эта подвеска обеспечивала лучшую управляемость и большую устойчивость в поворотах. Также на Insignia OPC устанавливалась специально разработанная для этой версии тормозная система Brembo с облегчёнными четырёхпоршневыми передними суппортами.
Уже в базовой комплектации Opel Insignia OPC имел адаптивные фары, спортивные сиденья «Recaro» (с выбором электрорегулировок и подогревом), кожаная обивка салона, климат-контроль и 20-дюймовые колёсные диски. Дополнительно могла быть установлена навигационная система с Bluetooth, камера переднего вида, парктроник и акустическая система «Infinity». 

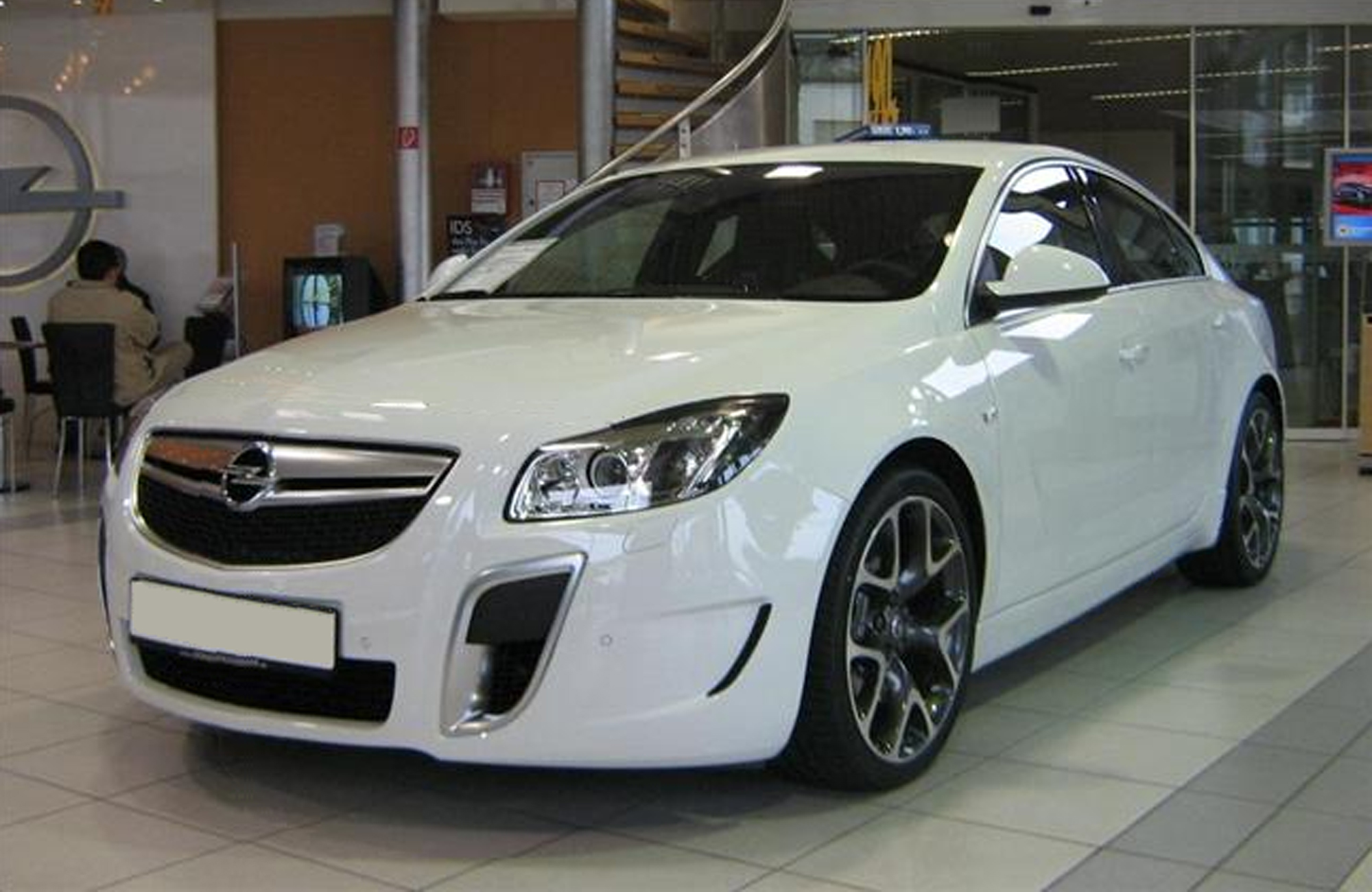
Opel Insignia OPC
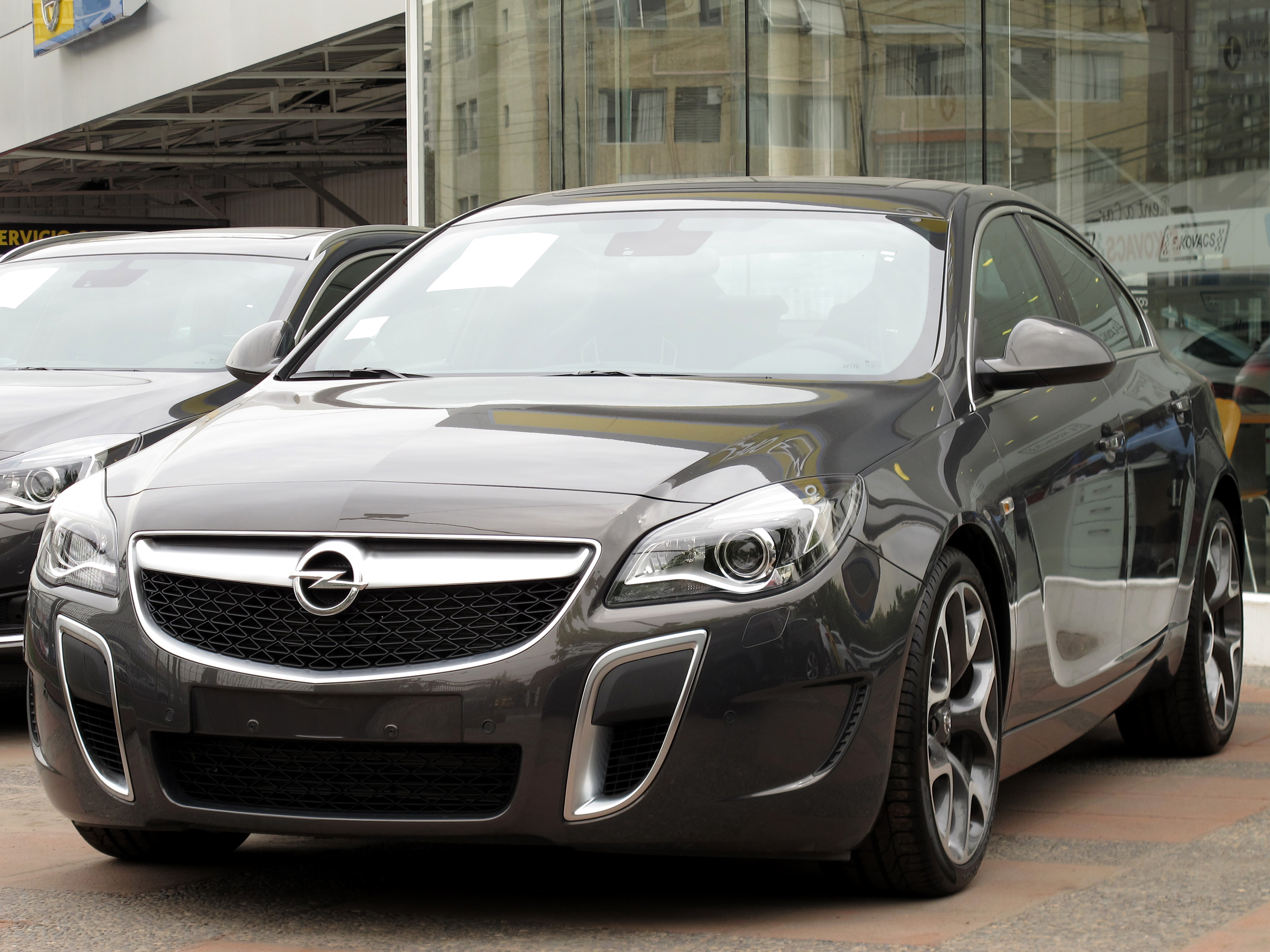
Opel Insignia OPC после рестайлинга
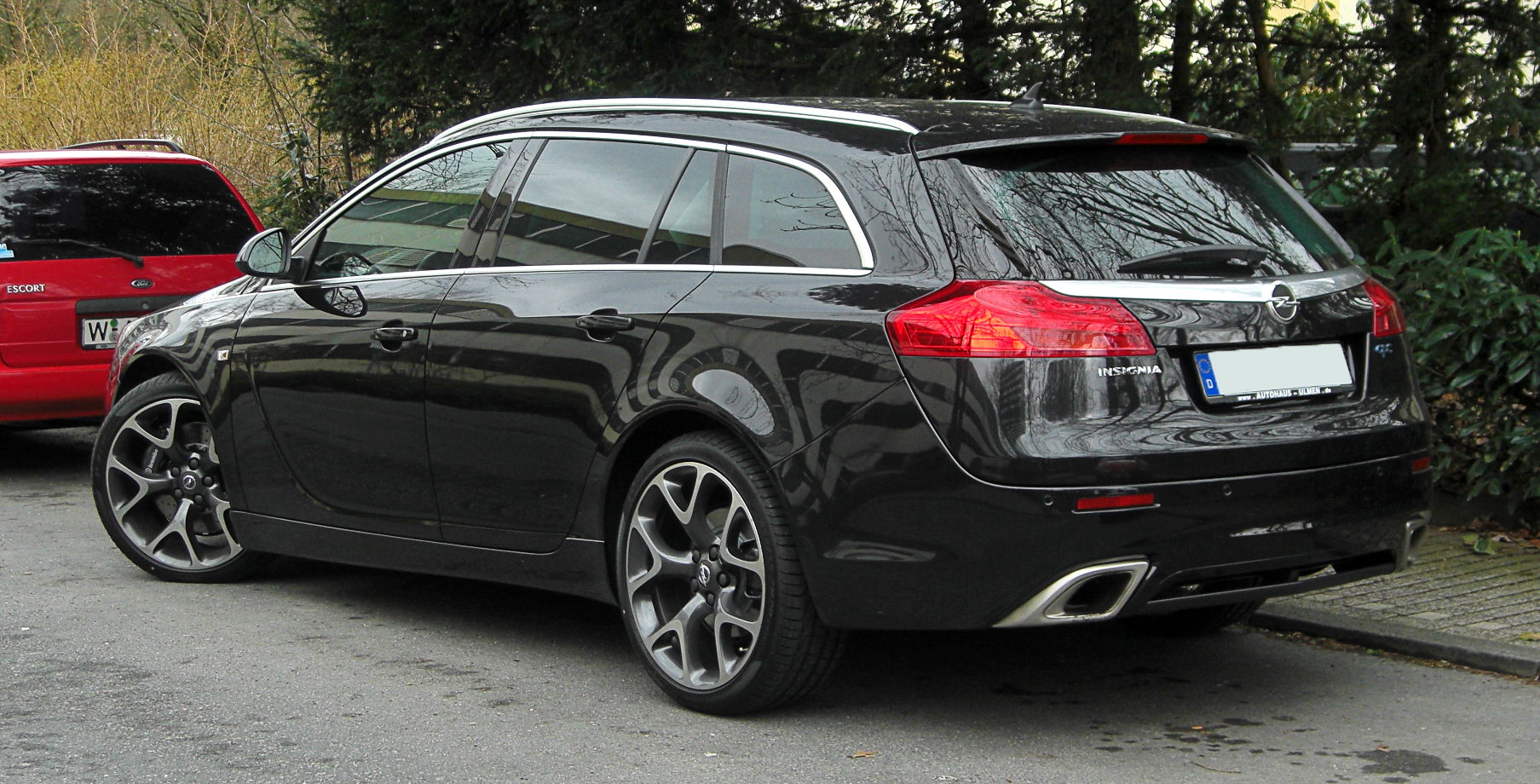
Opel Insignia Sports Tourer

### Безопасность
| Euro NCAP                                                | Euro NCAP | Euro NCAP | Euro NCAP |
| -------------------------------------------------------- | --------- | --------- | --------- |
| Рейтинги                                                 | Пассажир  |           | 35        |
| Рейтинги                                                 | Ребёнок   |           | 39        |
| Рейтинги                                                 | Пешеход   |           | 14        |
| Протестированная модель: Opel Insignia 2,0 diesel (2008) |           |           |           |

| Euro NCAP                                                | Euro NCAP | Euro NCAP | Euro NCAP             |
| -------------------------------------------------------- | --------- | --------- | --------------------- |
| · общий рейтинг                                          |           |           |                       |
| 94%                                                      | 79%       | 40%       | 71%                   |
| взрослый пассажир                                        | ребёнок   | пешеход   | активная безопасность |
| Протестированная модель: Opel Insignia 2,0 diesel (2009) |           |           |                       |

## Insignia B
Второе поколение Opel Insignia было представлено в марте 2017 года. На европейском рынке Opel Insignia B был доступен в вариантах кузова хетчбэк (Grand Sport), универсал (Sports Tourer) и кросс-универсал (Country Tourer).  
Insignia B основан на обновлённой версии платформы Epsilon II, получившей название E2XX. Значительно увеличились массово-габаритные характеристики нового поколения Insignia. Дизайн Insignia B во многом основывался на концепт-каре Opel Monza 2013 года. 
Opel Insignia, разработанная до вхождения Opel в PSA Group в 2017 году, является последней оставшейся моделью из всего модельного ряда Opel, которая разработана под руководством GM. 
В 2022 году руководство компании Opel приняло решение снять Opel Insignia с производства до конца года. Такое решение объяснялось желанием освободить производственные мощности на заводе в Рюссельсхайме под сборку нового Opel Astra и DS4. 
Другой причиной явилась невозможность создания на платформе Opel Insignia электромобиля, поскольку Opel озвучивала план перехода модельной линейки к электромобилям.

После 2022 года производство Insignia сохраняется в Китае, где модель производится для внутреннего рынка под названием Buick Regal.

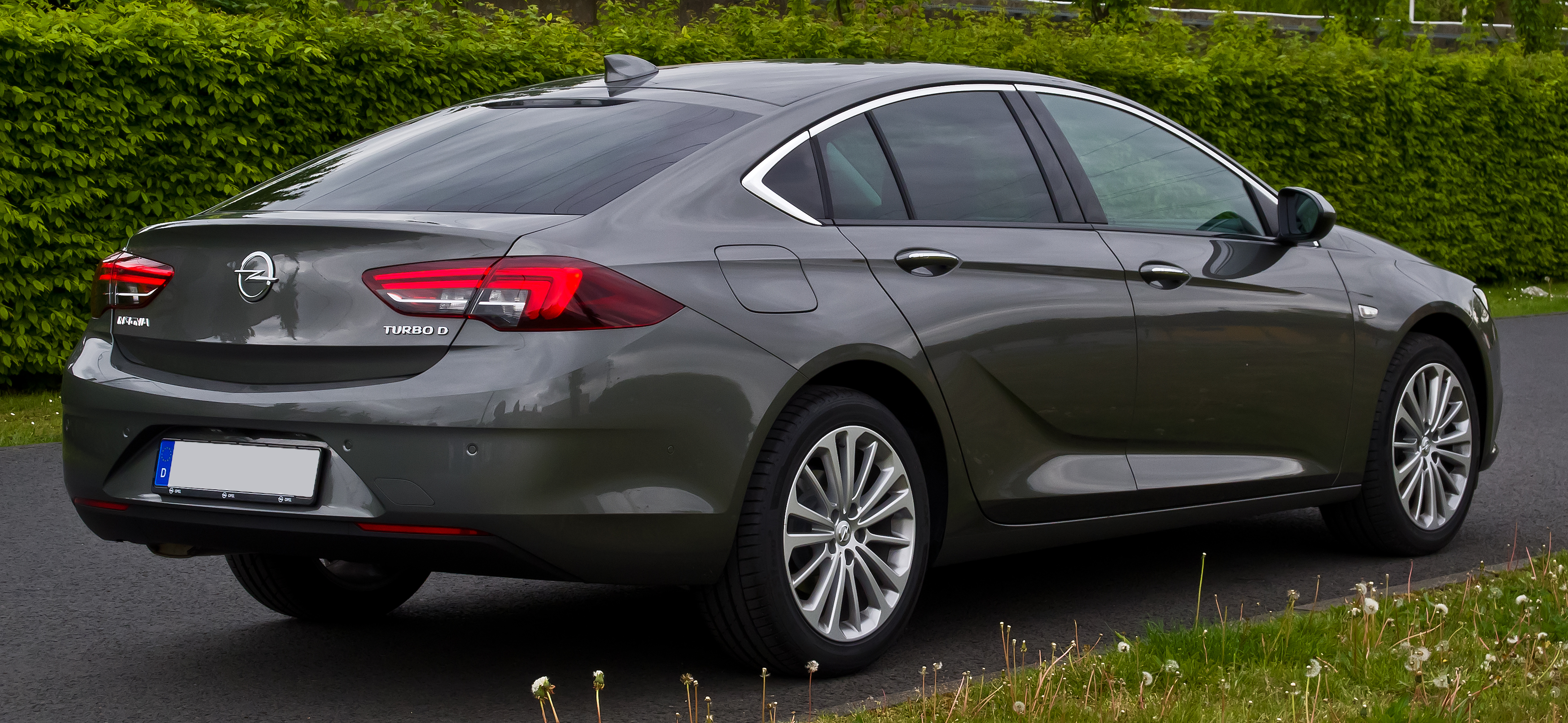
Opel Insignia 2017
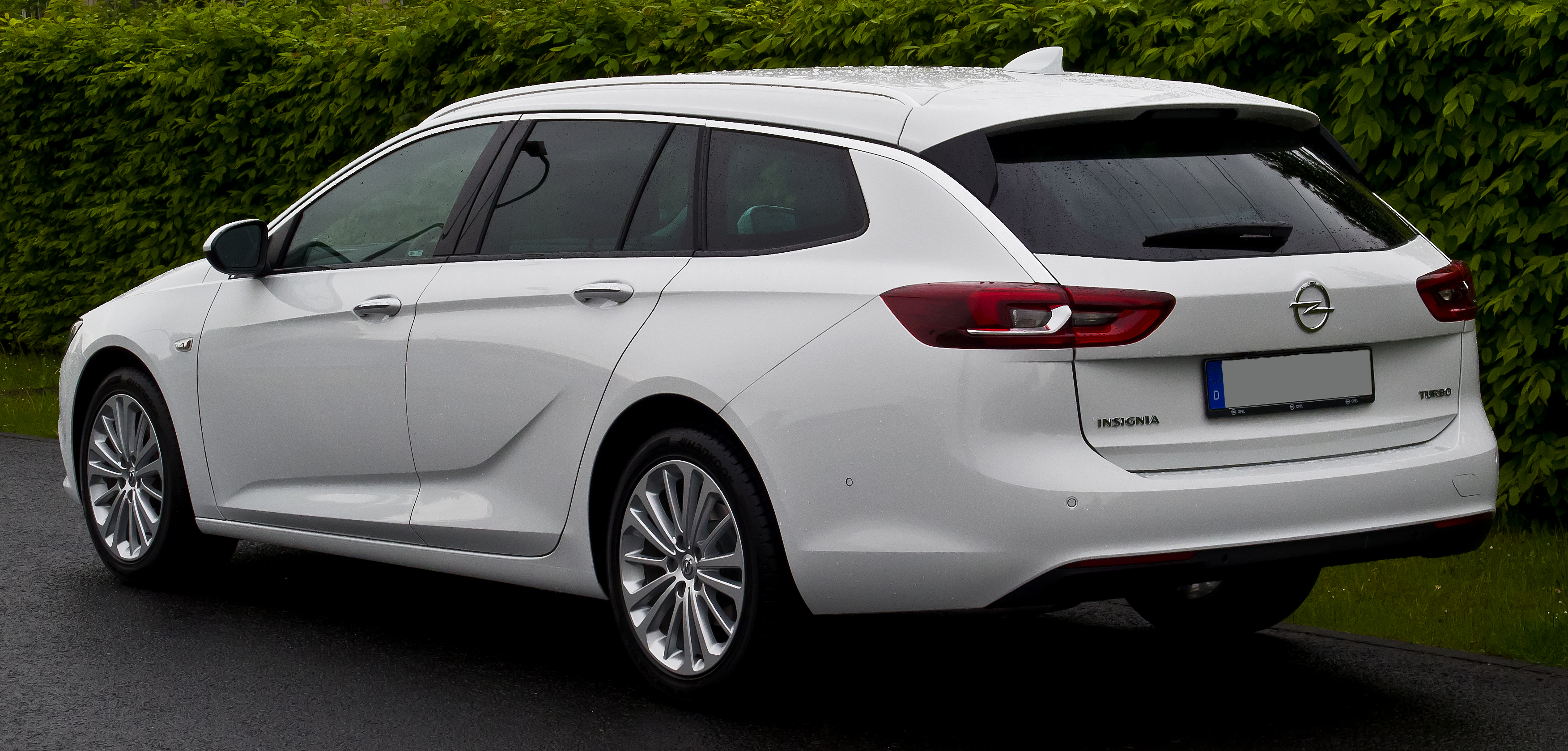
Opel Insignia Sport Tourer 2017

### Двигатели
Почти все двигатели Insignia B были четырёхцилиндровыми с турбонаддувом. Бензиновый мотор 1,5 л. имеет мощность 140 или 165 л.с. Дизельные двигатели имели объём 1,6 л. (110 или 136 л.с.), а также 2,0 л. (170 л.с. или 210 л.с.). Отдельно существовал двигатель V6 3.6 л. (320 л.с.)
Все вышеперечисленные двигатели работают в паре с 6-ступенчатой механической коробкой передач, а 6-ступенчатая автоматическая коробка могла быть установлена только на машины с двигателями мощностью 165 и 136 л.с.

### Рестайлинг
В 2019 году автомобиль подвергся модернизации: изменена решётка радиатора, расположение светодиодных ходовых огней, блоки противотуманок и увеличен логотип марки. В салоне появилась беспроводная зарядка для смартфонов, медиасистема с пересмотренным интерфейсом и новая камера заднего вида.

### Безопасность
| Euro NCAP                                                            | Euro NCAP | Euro NCAP | Euro NCAP             |
| -------------------------------------------------------------------- | --------- | --------- | --------------------- |
| · общий рейтинг                                                      |           |           |                       |
| 93%                                                                  | 85%       | 78%       | 69%                   |
| взрослый пассажир                                                    | ребёнок   | пешеход   | активная безопасность |
| Протестированная модель: Insignia Grand Sport 1.6CDTi Edition (2017) |           |           |                       |

## Продажи
| Рынок                              | 2008 | 2009    | 2010           | 2011           | 2012   | 2013   |
| ---------------------------------- | ---- | ------- | -------------- | -------------- | ------ | ------ |
| Германия                           | 3336 | 36 347  | 28 208         | 26 713         | 20 910 | 16 979 |
| Великобритания (Vauxhall Insignia) | 437  | 36 040  | 37 281         | 46 324         | 32 610 |        |
| Россия                             | 0    | 832     | 1526           | 3863           | 4706   |        |
| Франция                            | 64   | 7977    | 8026           | 7384           | 4224   |        |
| Нидерланды                         | 15   | 5165    | 4139           | 3567           | 3975   |        |
| Австрия                            | н/д  | н/д     | 3022           | 2454           | 1898   | 1819   |
| Швейцария                          | 195  | 2956    | 1996           | 1611           | 1319   | 1053   |
| Ирландия                           | 15   | 1508    | 2193           | 2097           | 1704   |        |
| Италия                             | н/д  | 7657    | 12 070 (9136*) | 11 730 (9675*) | 4803*  |        |
| Испания                            | н/д  | 9974    | 13 157         | 11 238         | 7695   |        |
| Португалия                         | 0    | 1602    | 1912           | н/д            | 697    |        |
| Швеция                             | 19   | 1393    | 1027           | 1440           | 1175   | 873    |
| Норвегия                           | н/д  | н/д     | 1210           | 1239           | 741    |        |
| Дания                              | н/д  | 862     | 2808           | 1772           | 1185   |        |
| Финляндия                          | 17   | 1148    | 747            | 819            | 683    |        |
| Польша                             | н/д  | 4328    | 5809           | 4277           | 3224   |        |
| Чехия                              | 0    | 295     | 454            | 597            | 437    |        |
| Греция                             | 0    | 5080    | 2419           | 1096           | 536    |        |
| Венгрия                            | н/д  | н/д     | н/д            | 803            | 933    |        |
| Румыния                            | н/д  | н/д     | 651            | 715            | 424    |        |
| Латвия                             | н/д  | 19      | 29             | 78             | 71     |        |
| Европа                             | 4584 | 137 711 | 139 012        | 138 755        | 98 537 |        |
| США (Buick Regal)                  | 0    | 0       | 12 326         | 40 144         | 24 616 |        |
| Канада (Buick Regal)               | 0    | 0       | 820            | 2846           | 1761   |        |
| Китай (Buick Regal)                | н/д  | н/д     | 79 358         | 78 844         | 85 440 | 86 050 |

- — в том числе универсалов